# Моторін Геннадій Анатолійович
Генна́дій Анато́лійович Мото́рін (1982—2019) — старший солдат Збройних сил України, учасник російсько-української війни.

## Життєпис
Народився 1982 року в місті Краматорськ (Донецька область). Одружився, певний час проживав на Закарпатті. Там народився син. Шлюб не склався, і Геннадій повернувся на Донеччину — мешкав у селищі Софіївка під Краматорськом. Проходив строкову службу та служив у підрозділі охорони «Титан».
27 лютого 2019 року вступив на військову службу за контрактом; старший солдат, сапер 1-го механізованого батальйону 92-ї бригади.
7 листопада 2019-го на південно-західній околиці Авдіївки (біля шахти «Бутівка») зведене інженерне відділення механізованого батальйону 92-ї бригади виконувало завдання із забезпечення лісом-кругляком підрозділу — для здійснення інженерного обладнання позицій ВОП. В обідню пору, коли бійці вивантажували деревину, терористи прицільно здійснилт два постріли з ПТРК. Одна з ракет влучила у машину «Урал», біля якої працювали бійці. Старший солдат Герман Бродніков загинув відразу, ще троє вояків зазнали численних поранень різних ступенів важкості. Геннадія у важкому стані доставили до лікарні в Авдіївку. 8 листопада від поранень він помер.
11 листопада 2019 року похований на кладовищі селища Іванівка.
Батько помер 2010-го, мама — 2018-го, без Геннадія лишилися молодші дві сестри і брат та син 2011 р.н.

## Нагороди та вшанування
- Указом Президента України № 19/2020 від 21 січня 2020 року за «особисту мужність і самовіддані дії, виявлені у захисті державного суверенітету та територіальної цілісності України» нагороджений орденом За мужність III ступеня (посмертно)[3]